# سبک آزاد (فیلم)
سبک آزاد (به انگلیسی: Free Style) فیلمی به کارگردانی ویلیام دیر و با بازی کوربین بلو در نقش اول محصول سال ۲۰۰۹ می‌باشد.
داستان فیلم در مورد جوان ۱۸ ساله‌ای (کوربین بلو) می‌باشد که متکی به خانواده‌اش است و خود و عشقش را در تلاش برای برنده شدن در مسابقات ملی موتورسواری آماتور پیدا می‌کند.

## بازیگران
- کوربین بلو به عنوان کیل بریانت
- ساندرا اچه وریا به عنوان الکس
- مت بلفلور به عنوان دریک بلک
- جسی ماس به عنوان جاستین مینارد
- مدیسون پتیس به عنوان بیلی بریانت